# 農村公園 (板橋区)
座標: 北緯25度01分49秒 東経121度28分14秒 / 北緯25.030404度 東経121.47066度

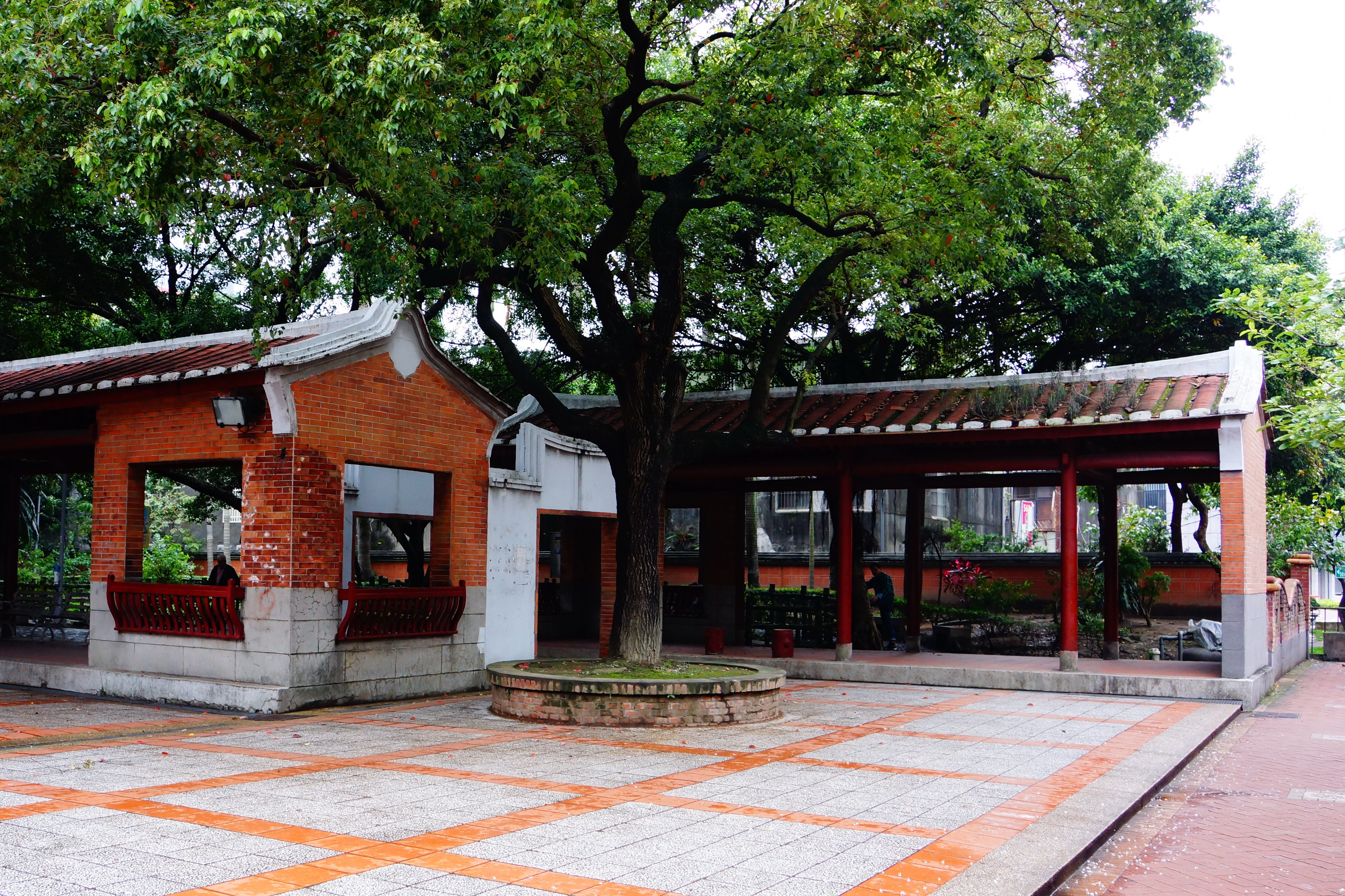
農村公園

農村公園（のうそんこうえん）は、新北市板橋区の文化路と双十路の交差点角にある公園。江子翠駅の近くに位置する。農村の景観をテーマとした、台湾初のレジャーパークである。
1989年に板橋農会が建設した。敷地面積は8447平方メートル。正面入口は呉鳳路50巷沿いにあり、道路の反対側には潮和宮がある。隣接する石雕公園と合わせると面積は3ヘクタールを超え、板橋区の中心区域において希少な緑地空間を構成している。

## 施設
公園内は主に長春園のエリアと三合院、曲橋走廊、民俗戯台、景観庭園のエリアの5つに分けられる。三合院の館内には初期の農業社会の設備が展示されており、巨大な炊事場や公媽庁、木製の寝台や農耕用具などを紹介している。公園内には樹齢100歳を超えるガジュマルの樹があり、その下には福徳宮が設けられている。
- 農村展示館
- 小橋、水池
- 三合院
- 迴廊
- 戯台、広場
- 屋外体育施設
- 男子トイレ、女子トイレ、身体障害者用トイレ

## 交通
1. バス: 233、264、245、310、701系統、江翠国中（中国語版）下車
2. 鉄道: 板南線、江子翠駅下車